# Вомбжежненски окръг
Вомбжежненски окръг (на полски: Powiat wąbrzeski) е окръг в северната част на Централна Полша, Куявско-Поморско войводство. Заема площ от 501,95 км2. Административен център е град Вомбжежно.

## География
Окръгът се намира в историческата област Хелминска земя. Разположен е в североизточната част на войводството.

## Население
Населението на окръга възлиза на 35 286 души (2012 г.). Гъстотата е 70 души/км2.

## Административно деление
Административно окръгът е разделен на 5 общини.
Градска община:
- Вомбжежно

Селски общини:
- Община Вомбжежно
- Община Дембова Лонка
- Община Кшьонжки
- Община Плужница

## Фотогалерия
- Вомбжежно
- Дембова Лонка